# Харьковское медицинское общество
Харьковское медицинское общество — научное медицинское общество в Харькове.

## История общества

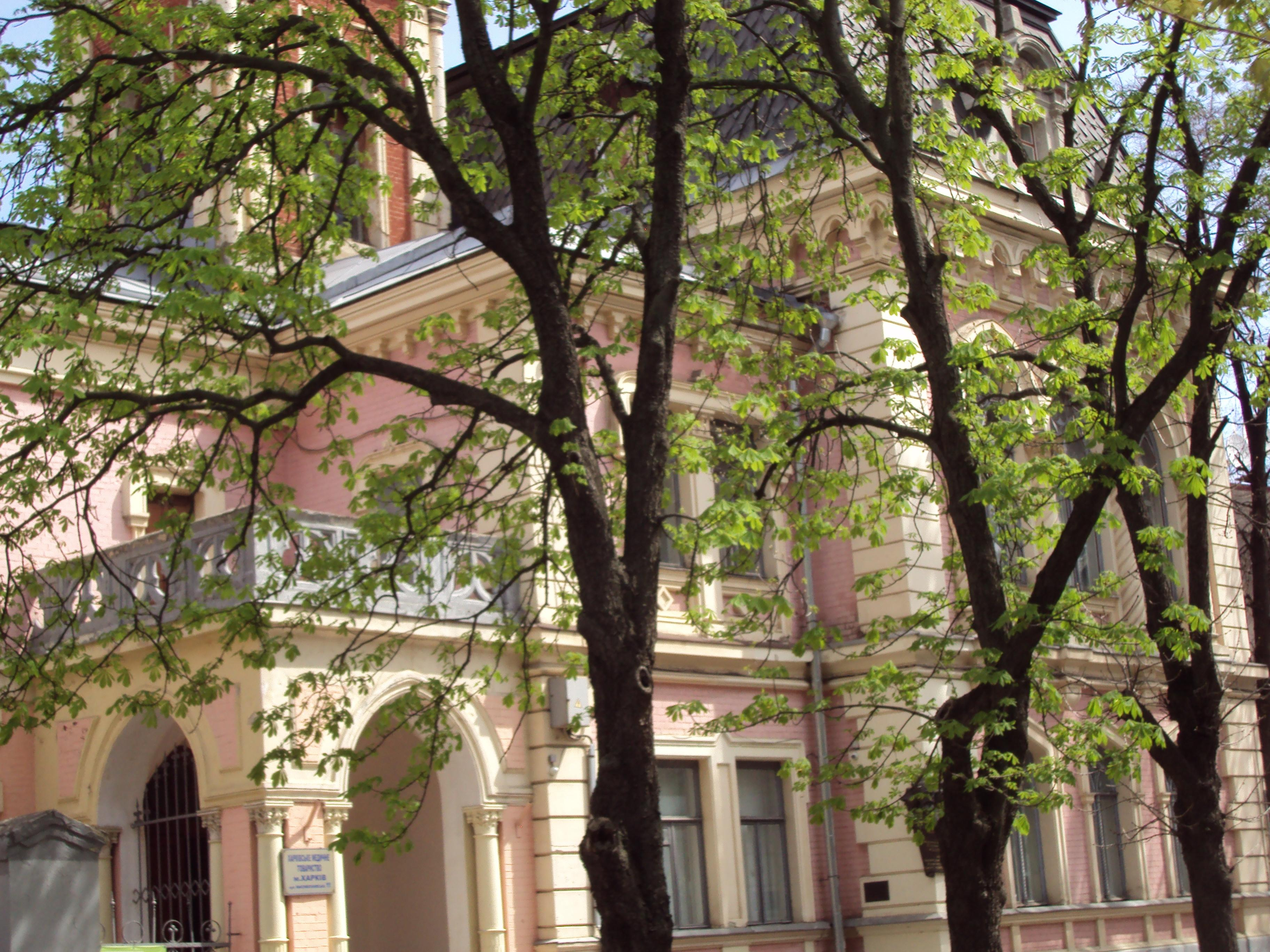
Здание Харьковского медицинского общества по ул. Максимилиановской 11. Современный вид. Фотография DKM med.

Харьковское медицинское общество было основано в 1861 году. Инициатором создания, в сентябре 1860 года, выступил известный харьковский хирург профессор В. Ф. Грубе. Его поддержали известные врачи В. А. Франковский и Г. С. Рындовский, которым было поручено разработать проект устава Харьковского медицинского общества. Вскоре проект был подписан 28 учредителями общества, в числе которых было 13 представителей медицинского факультета Харьковского университета; 23 марта 1861 года он был утверждён министерством внутренних дел и 27 мая состоялось первое заседание общества. Еженедельно по субботам проходили собрания с научными докладами.
Первым председателем общества был избран профессор Харьковского университета Д. Ф. Лямбль. В 1869 году руководителем Харьковского медицинского общества был избран В. Ф. Грубе, который возглавлял его в течение 22 лет. В 1891—1905 годах обществом руководил профессор А. Х. Кузнецов, а в 1905—1910 годах — профессор М. И. Светухин.
Первоначально ставились узкие задачи профессионально-научного совершенствования членов общества, но вскоре обстоятельства времени привлекли его к удовлетворению народных нужд и со временем общество переросло в большую общественную организацию, которая объединила в 1913 году почти 500 высококвалифицированных специалистов из разных областей медицины. Уже в 1863 году при обществе была открыта лечебница, которая работала круглосуточно и бесплатно обслуживала людей, независимо от их места жительства. К 1915 году в ней было принято более чем 400 тысяч больных. В 1885 году на средства Д. А. Донец-Захаржевского при лечебнице была организована палата на 6 коек, в которой за 25 лет прошли полный курс лечения 3017 человек, а в 1911 году было открыто двухэтажное отделение для неизлечимо больных.
Для анализа заболеваний обществом в 1873 году было создано статистическое бюро, в 1892 году — специальный комитет для организации популярных чтений по гигиене. С 1887 году при обществе действовал Пастеровский институт с бактериологической станцией, который помог спасти более чем 30 тысяч людей, укушенных больными бешенством животными. В 1888 году был создан кабинет химической и микроскопической диагностики, где производились химические, морфологические и бактериоскопические исследования. В 1910 году общество открыло Женский медицинский институт, который за 7 лет подготовил около 2000 врачей; возглавлял его В. Я. Данилевский.
С момента основания общество имело свой периодический орган: «О собраниях Харьковского медицинского общества». Впоследствии было основано научное издание: «Труды Харьковского медицинского общества» (1883—1906). В 1906 году начался выпуск периодического издания «Харьковский медицинский журнал»; с этого же года в обществе стали создаваться секции по специальностям.

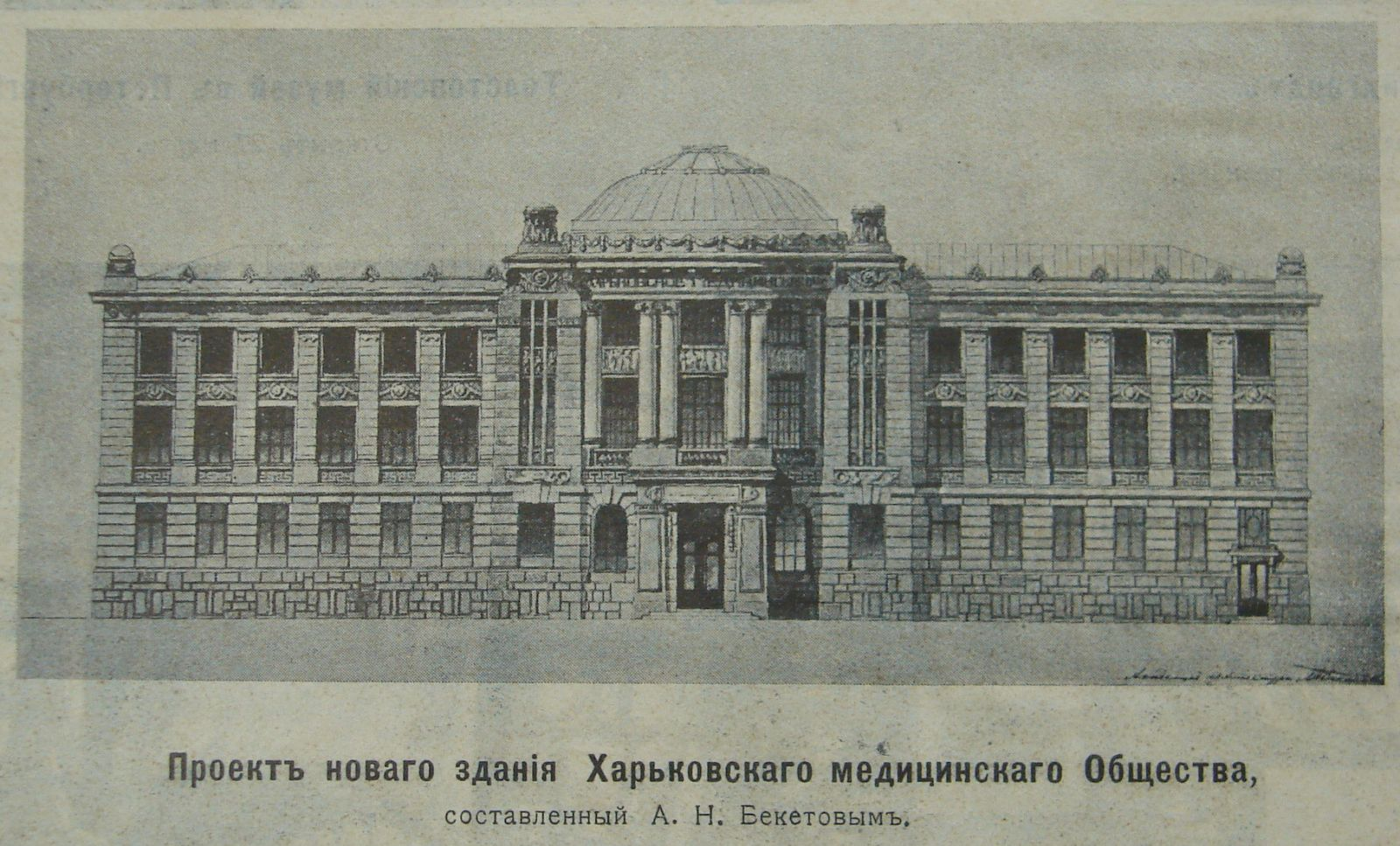
Проект Дворца медицины — здания харьковского медицинского общества

Здание для Харьковского медицинского общества и Пастеровского института (Дворец медицины; Пушкинская, 14; сейчас здесь размещается Институт микробиологии и иммунологии имени И. И. Мечникова было построено по проекту А. Н. Бекетова (1910—1913).
Возглавлял строительную комиссию по сооружению здания Владимир Павлович Бобин.
Харьковское медицинское общество продолжало действовать при Советской власти. В 1923 году при губернском отделе профессионального союза «Медикосантруд» была создана научная секция, которая ставила перед собой задачи привлекать молодежь к научно-исследовательской работе, повышать её квалификацию. В 1924 году эта секция была реорганизована в Медицинскую ассоциацию, число членов которой в 1925 году составляло 1071 человек. В 1926 году произошло слияние Медицинской ассоциации и Медицинского общества с сохранением за новой организацией названия «Харьковское медицинское общество». Его председателем был избран А. В. Палладин. В результате объединения число секций и подсекций общества увеличилось до 15, повысился его авторитет; проводилась научная работа по оборонной тематике, по антиалкогольной пропаганде, против знахарства и шарлатанства в медицине. В 1939 году общество объединяло 3200 врачей Харькова и области. Во время Великой Отечественной войны архив и имущество общества были уничтожены. После освобождения Харькова от фашистов, уже в январе 1944 года была возобновлена деятельность общества, которому был передан дом по улице Ольминского (д. 11) (ныне Максимилиановская), где оно находится и сейчас. Это особняк профессора-орнитолога Николая Сомова, известный как "пряничный домик", построен академиком архитектуры А. Н. Бекетовым в 1899 году.
Общество возглавляли известные терапевты профессор И. И. Файншмидт (1924—1925) и В. М. Коган-Ясный (1939—1941, 1944—1947). С 1948 по 1966 годы руководил обществом Н. П. Новаченко. Более 30 лет, в 1972—2002 гг., президентом общества был академик ортопед-травматолог А. А. Корж. Активную работу в Харьковском медицинском обществе в разные годы вели такие крупные ученые, как анатом, академик АН УССР В.П.Воробьев  , хирурги: профессора Н.П. Тринклер, В.Н. Шамов, Н.Н. Милостанов, А.И. Мещанинов, В.Т. Зайцев; акушеры-гинекологи: профессора М.М. Миронов, И.И. Грищенко; психоневрологи и психотерапевты: профессора К.И. Платонов, В.Т. Протопопов и Е.А. Попов; ортопеды-травматологи: член-корр. АН УССР М.И. Ситенко, гигиенисты: академик А.Н. Марзеев, терапевты: профессор П.И. Шатилов, академик НАН и АМН Украины Л.Т. Малая;  офтальмолог профессор Л.Л. Гиршман.
Харьковское медицинское общество издавало ряд журналов: «Харьковский медицинский журнал» в 1906-1918  и в 1995-1998 годах, с 1998 года по настоящее время известный как «Международный медицинский журнал», а также журнал «Врачебное дело» в 1918-1940  и 1944-1950 годах. Бюллетень ХМО издается с ноября 1951 года по настоящее время, в нем проводится систематическая публикация планов работы общества. Материалы научных заседаний общества издавались с 1956 по 1963 год включительно, в них опубликовано 4285 докладов и сообщений.
В 2002—2016 годах общество возглавлял его президент Н. И. Хвисюк, заслуженный деятель науки и техники Украины, профессор и почётный ректор Харьковской медицинской академии последипломного образования, автор статьи о 150- летии ХМО в " Международном медицинском журнале". С 2017 года президентом общества является Заслуженный деятель науки и техники Украины, Лауреат Государственной премии Украины профессор Н. А. Корж.